# Pelargonium multibracteatum
Pelargonium multibracteatum är en näveväxtart som beskrevs av Ferdinand von Hochstetter. Pelargonium multibracteatum ingår i släktet pelargoner, och familjen näveväxter. Inga underarter finns listade i Catalogue of Life.